# イッツ・オンリー・ラヴ (ブライアン・アダムスの曲)
「イッツ・オンリー・ラヴ」 (It's Only Love) は、カナダのシンガーソングライターであるブライアン・アダムスが、アメリカ合衆国の歌手ティナ・ターナーをフィーチャーして発表した楽曲。アダムスのアルバム『レックレス』（1984年）からの6枚目にして最後のシングル曲であり、後にはターナーのライブ・アルバム『モア・ライヴ! (Tina Live in Europe)』（1988年）にも取り上げられ、さらに二人それぞれのヒット曲のコンピレーション・アルバムであるアダムスの『アンソロジー (Anthology)』（2005年）やターナーの『オール・ザ・ベスト (All the Best)』（2004年）にも収録された。アメリカ合衆国では『ビルボード』誌の Billboard Hot 100 チャート1986年1月15日付で15位まで上昇し、全英シングルチャートでは最高29位に達した。ライブ・バージョンを収録した12インチシングルの音源は、後に1988年のターナーのアルバム『モア・ライヴ!』に収録された。
アダムスが Songfacts に語ったところによれば、この曲は彼が取り組んだ他のアーティストたちとの共作の中でも最も記憶に残るものであったという。アダムスは、「ティナ・ターナーとの仕事はとてつもなかった。僕は十代後半から二十代はじめの頃、彼女を見にクラブによく通ったんだ、彼女がまだ大ヒットを飛ばす前だったけど。彼女が目の前にいるだけで信じられなかった。」と語っている。加えて、「彼女と一緒に歌うのは、とても光栄なことだったし、何しろ僕は当時まだ24歳だったんだから。」とも述べている。

## ミュージック・ビデオ
この曲のビデオは、ティナ・ターナーが1985年におこなった「プライベート・ダンサー・ツアー (Private Dancer Tour) のライブ映像である。最初にターナーが、トレードマークになっている黒の革製のミニ・ドレスにジーンジャケット姿で登場し、カナダ人の若者であるブライアン・アダムスを紹介する。登場したアダムスは彼女とともにステージに立ち、この曲をライブで演奏する。このビデオを人気が高く、1986年のMTVアワードでは最優秀ステージ・パフォーマンス賞 (Best Stage Performance in a Video) を受賞した。
このビデオは、Skycamを使用して制作された最初のミュージック・ビデオであった (https://www.tina-turner.nl/blog/documentary-video-killed-radio-star-tina-turner/)%5B%5D。

## パーソネル
- ブライアン・アダムス - リードボーカル、バッキングボーカル、リズムギター
- ティナ・ターナー - リードボーカル、バッキングボーカル
- キース・スコット - リードギター
- デイヴ・テイラー（英語版） - ベース
- トミー・マンデル（英語版） - キーボード
- ミッキー・カリー - ドラムス

## チャート
| チャート（1985年–1986年）            | 最高位 |
| ------------------------------------ | ------ |
| オーストラリア (Kent Music Report)   | 57     |
| オーストリア (Ö3 Austria Top 40)     | 30     |
| ベルギー (Ultratop 50 Flanders)      | 22     |
| カナダ トップシングルス (RPM)        | 14     |
| ドイツ (GfK Entertainment charts)    | 44     |
| アイルランド (IRMA)                  | 18     |
| オランダ (Dutch Top 40)              | 20     |
| ニュージーランド (Recorded Music NZ) | 37     |
| スペイン・ラジオ (PROMUSICAE)        | 34     |
| スイス (Schweizer Hitparade)         | 16     |
| UK シングルス (OCC)                  | 29     |
| US Billboard Hot 100                 | 15     |
| US Mainstream Rock (Billboard)       | 7      |